# 韓国の特許制度
韓国の特許制度（かんこくのとっきょせいど）では、大韓民国の特許制度について説明する。

## 概要
韓国の特許制度も、先願主義を採用しているが、申請方式等でも所轄官庁が韓国の実状に合わせ各国の制度を比較検討し日本の先願主義が妥当との判断から採用した結果、日本の制度との類似点が多い。
- 出願は韓国語で行われなければならない。
- 新規性喪失の例外 特許を受ける権利を有する者により発明が公知になってから6月以内に特許出願した場合も可
- 分割出願または変更出願 新たな特許出願に新規事項が含まれていた場合は拒絶理由となる
- 審査請求、出願から5年以内（優先権主張をしていても韓庁出願日から）。国際特許出願の場合は、国際出願の日から5年以内
- 特許異議申立制度あり
- 権利存続期間 出願日より20年
- 実施義務 出願から4年
- 権利範囲確認審判制度あり